# Austin Egen
Austin Egen   (Graz, 28 de març de 1897 - Frohnleiten, 18 d'agost de 1941) va ser un pianista, cantant i compositor austríac en el camp de la música lleugera. Des del 1931 també va actuar com a cantant amb el pseudònim de Heinz Egon.

## Biografia
Augustus Meyer-Eigen va créixer com a fill de l'actor August Meyer-Eigen (1863-1932), nascut a Ratingen prop de Düsseldorf i de la cantant d'òpera Marie Rochelle (1862-1939) de Graz, inicialment a Àustria. Va rebre les seves primeres lliçons de música de la seva mare. El 1911 la família va emigrar als EUA. El 1921 es va concedir a Augustus la ciutadania dels Estats Units a causa d'una informació falsa. El nom d'Austin Monroe Eigen i el lloc de naixement de Milwaukee va ser inscrit al seu passaport. Segons la seva pròpia informació, ara controvertida, però, inicialment volia convertir-se en diplomàtic i va estudiar al "Dartmouth College". Es guanyà la vida com a treballador del ferrocarril. Va establir les bases per a la seva carrera posterior als anys de la guerra, quan, sense haver estudiat música, va cantar les seves pròpies cançons en un camp de l'exèrcit i va començar a compondre.
Des del 1921 va utilitzar el nom artístic Austin Egen. El maig de 1922 va tornar a Àustria amb la seva mare, que ja havia comprat una casa a Frohnleiten a Estíria el 1921.
El 17 de març de 1923, Shimmy Shanghai Bay, escrita per ell, va aparèixer en una gravació de lorquestra Dajos Béla a l'Odeon de Berlín. El mateix any es va traslladar a Berlín amb la seva mare. Allà va aparèixer com a cantant i pianista en nombrosos cabarets i pubs com Mother Krause a Halensee. El 1924 Egen va conèixer l'editor musical Curt Max Roehr i va publicar el seu "ragtime" Monday Morning Blues a la seva editorial discogràfica ACME. El 1925 va tocar com a pianista amb Roehr al saxo en una banda de jazz amateur, un any després es va casar amb Florence Herzog, neboda de Roehr, i es va convertir en soci d'ACME AG.
Durant aquest temps també va treballar com a pianista en alguns enregistraments de lEric Borchard Jazz Band i va escriure un interludi per a la versió de Berlín del musical No, No, Nanette. El 1926 va escriure la música per acompanyar la pel·lícula muda La reina del món, dirigida per Victor Janson.
A partir de 1927 va fer nombrosos enregistraments com a cantant de baríton amb la "Gramophone Company i Electrola", especialment amb versions alemanyes de temes de jazz americans i composicions pròpies. Va treballar amb les orquestres de Marek Weber, Stefan Weintraub, Arthur Young, Jack Hylton, Emil Roósz i Oskar Joost, compositors com Hermann Leopoldi, Walter Jurmann, Jim Cowler i Franz Grothe i el compositor Fritz Rotter. A partir del 1931 va acompanyar alguns enregistraments de l'orquestra Bernard Etté i la cançó Eine Nacht a Montecarlo amb l'orquestra Billy Bartholomew amb el seu cant sota el pseudònim de Heinz Egon.
Com a actor va aparèixer a les pel·lícules Liebeswalzer, Bokott, Tingel-Tangel, Kyritz-Pyritz, Die Liebesfiliale i So'n Greyhound.
Durant la crisi bancària del 1931, les empreses del seu sogre Roehr van haver de presentar fallida, de manera que Egen també va perdre les seves accions. Bosworth Musikverlag va assumir els drets sobre les seves obres, que els manté fins als nostres dies.
L'octubre de 1932, Egen es va traslladar de nou a Àustria amb la seva família i vivia sobretot a Frohnleiten. A Viena va aparèixer a la ràdio i va enregistrar amb l'orquestra Heinz Sandauer a "Columbia". Es va convertir en membre de la "Society of Authors and Composers AKM" de Viena, a la qual també va presentar un certificat ari després de l'annexió d'Àustria el 1938. En el seu temps lliure també va treballar com a dibuixant i escultor. Des del 1939, Egen també va dirigir una taverna de cafè a Graz.
El 1941 va morir de cirrosi hepàtica a Frohnleiten als 44 anys.